# Andrena kornosica
Andrena kornosica är en biart som beskrevs av Mavromoustakis 1954. Andrena kornosica ingår i släktet sandbin, och familjen grävbin. Inga underarter finns listade i Catalogue of Life.